# Aleksiej Lelikow
Aleksiej Jemieljanowicz Lelikow (ros. Алексей Емельянович Леликов, ur. 18 lutego 1912 w Moskwie, zm. 1990 tamże) – radziecki polityk.

## Życiorys
W 1936 ukończył Moskiewski Instytut Inżynierów Transportu im. Stalina, po czym został inżynierem linii żeglugowej Moskwa-Oka, a w 1937 zastępcą naczelnika rzecznej linii żeglugowej północnej Jakucji Głównego Zarządu Północnej Drogi Morskiej (Gławsiewmorputi) przy Radzie Komisarzy Ludowych ZSRR. Od 1940 do 1943 był zastępcą naczelnika, a od 1945 do 1952 naczelnikiem kołymskiej rzecznej drogi żeglugowej Głównego Zarządu Budownictwa Dalekiej Północy (Dalstroju) NKWD ZSRR. Od 1952 był zastępcą szefa wydziału i następnie szefem Zarządu Transportowego Dalstroju, od 1954 do 1956 studiował w Leningradzkiej Akademii Floty Morskiej, po czym został zastępcą naczelnika Wydziału Transportowego Ministerstwa Czarnej Metalurgii ZSRR, od 1957 do 1961 kierował działem gospodarki transportu drogowego Sownarchozu Jakuckiego Ekonomicznego Rejonu Administracyjnego. W 1961 został sekretarzem, w grudniu 1962 II sekretarzem Komitetu Obwodowego KPZR w Jakucku, od grudnia 1965 do listopada 1966 pełnił funkcję przewodniczącego Rady Ministrów Jakuckiej ASRR. Był odznaczony Orderem Czerwonego Sztandaru Pracy.